# أدالبيرت ثيودور ميشيل
أدالبيرت ثيودور ميشيل هو محامي وسياسي نمساوي، ولد في 15 أبريل 1821 في براغ في التشيك، وتوفي في 30 أغسطس 1877.